# Bandung Kidul
Bandung Kidul is een bestuurslaag in het regentschap Purworejo van de provincie Midden-Java, Indonesië. Bandung Kidul telt 1687 inwoners (volkstelling 2010).